# Apharitis nilus
Apharitis nilus е вид пеперуда от семейство Синевки (Lycaenidae). Видът не е застрашен от изчезване.

## Разпространение и местообитание
Разпространен е в Буркина Фасо, Гамбия, Гана, Гвинея, Камерун, Кения, Мали, Нигер, Нигерия, Сенегал, Уганда, Чад и Южен Судан.
Обитава пустинни области, места със суха почва и савани.